# フランシス・ポル
フランシス・ポル（Francis Pol、ふらんしす ぽる）は、ベルギー出身の男性俳優。身長185cm。体重85kg。

## 来歴・人物
稲川素子事務所所属。
語学に堪能で、日本語、英語、フランス語、イタリア語、ドイツ語、スペイン語、オランダ語、ルーマニア語、チェコ語を話すことができる。

## 出演作品

### テレビドラマ
- スシ王子!

### 映画
- 14階段

### 劇場アニメ
- 名探偵コナン 戦慄の楽譜（ハンス・ミュラー[1]）

### バラエティ
- 奇跡体験!アンビリバボー
- 世界痛快伝説!!運命のダダダダーン!
- 特命リサーチ200X
- VivaVivaV6
- 未来創造堂
- USO!?ジャパン
- ロンドンハーツ
- 笑いの巨人

### CM
- コカ・コーラ